# Vlorë

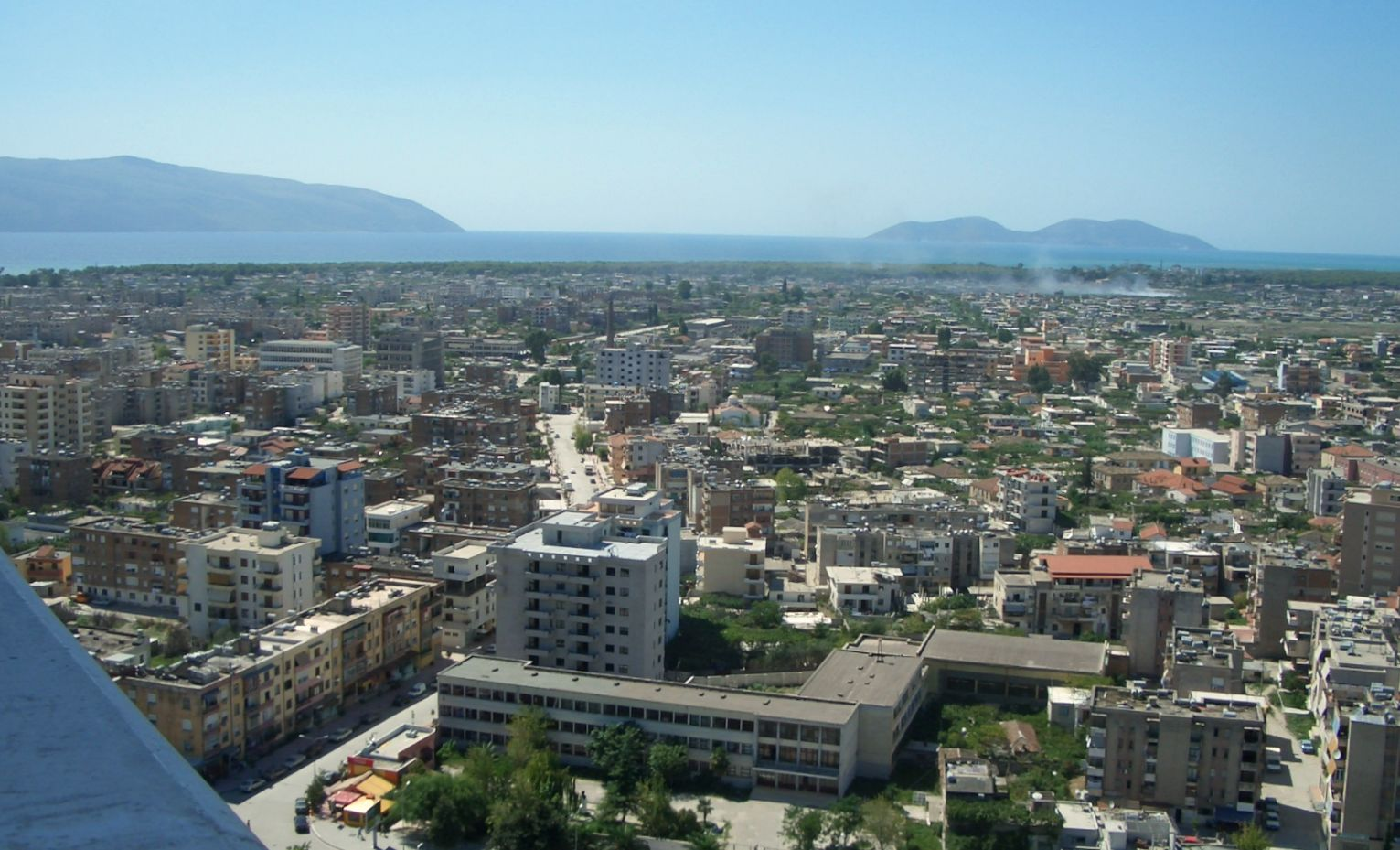
Vlorë, vista general

Vlorë (en albanès Vlorë o Vlora, en italià i antigament en català Valona), és una ciutat portuària d'Albània situada a la badia de Vlorë (amb la famosa illa de Sazan, o Saseno, a l'entrada).
És la capital del districte de Vlorë i del comtat de Vlorë. És un dels punts importants de la coneguda ribera albanesa i el segon port del país després de Durrës, amb 124.000 habitants (dades del 2006). El port de Vlorë és el punt més proper al port italià de Bari i de la costa de Salento, de la que està separada pel canal d'Òtranto.

## Economia
Vlorë és un port comercial, pesquer i un centre industrial. A la regió de la rodalia es produeix petroli, gas natural, betum i sal. Hi ha una base naval de la marina albanesa. Com a centre agrícola produeix oli i fruites i la zona a l'entorn produeix productes agrícoles i ramaders sovint per a l'exportació. Darrerament molta activitat deriva del turisme i s'han creat diversos hotels i condicionar algunes platges.

## Història
És una de les ciutats més antigues del país. En el període antic es coneixia com a Auló (Αυλών) i en el medieval com a Aulones (Αυλώνας), forma de la qual deriva el nom llatí Aulona i, a través d'aquest, el nom Valona en diverses llengües romàniques.
Al segle v fou seu d'un bisbat i es coneixen alguns bisbes com Nazarius, el 458, i Soter, el 553 (Daniele Farlati, Illyricum sacrum, VII, 397-401). El 733 tota la Il·líria oriental fou annexionada al Patriarcat de Constantinoble, després de pertànyer durant tres segles al de Roma, i com que no apareix a les Notitiae episcopatuum d'aquesta església se suposa que el bisbat fou suprimit coincidint amb les invasions dels búlgars (tampoc és esmentat a les Notitiae episcopatuum de l'església d'Ocrida.
Als segles xi i xii va tenir un paper als conflictes entre els reis normands de Sicília i l'Imperi Romà d'Orient. Al començament del segle xiii es va establir una església llatina, i una llista dels seus bisbes l'esmenta Eubel (Hierarchia catholica medii aevi, I, 124), però hi ha discrepàncies amb Le Quien (Oriens christianus, III, 855-8), i els bisbes que aquest esmenta a Valona, Eubel els fa bisbes de Valanea a Síria; també podrien correspondre a Aulon a Grècia (moderna Salona).

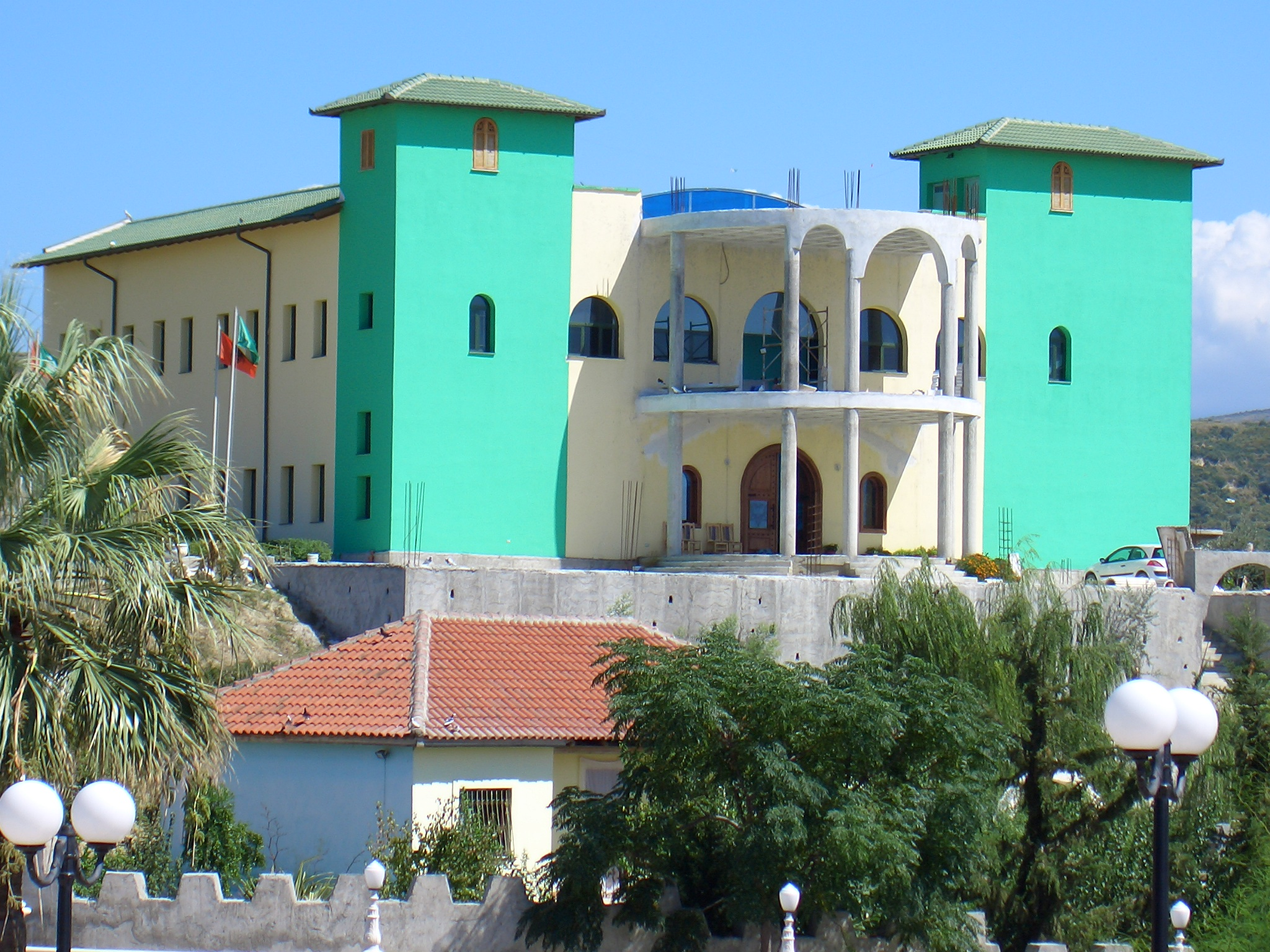
Bektashi

Sèrbia va ocupar Aulones, el 1345 i la va perdre davant els otomans el 1417 que al mateix temps van ocupar Berat i Janina; el general Hamza Beg fou nomenat governador militar; el 1418 els venecians van intentar ocupar la ciutat per comte de la seva antiga sobirana, Rugina, viuda del duc Mrksa, que era ciutadana veneciana, però sense èxit. Fou utilitzada com a base per Mehmet II per la seva expedició contra Òtranto. Era governada per persones escollides pel mateix sultà com Gefik Ahmad Paixà; al segle xvii era un kada del sandjak de Berat al wilayat de Janina, i tenia uns deu mil habitants. Al segle xviii fou incorporada a l'arxidiòcesi de Durrës (Durazzo). Va patir un terratrèmol el 1851 que la va damnar força.
Ismail Qemali va declarar la independència d'Albània a Vlorë el 28 de novembre de 1912, a la Primera Guerra Balcànica. Fou capital d'Albània fins al 1914; llavors fou ocupada per Itàlia fins al 1920 i capital de la República albanesa proclamada pels italians. A la pau de Rapallo la va haver d'entregar al govern d'Albània però va conservar l'illa de Saseno. L'abril de 1939 Itàlia la va tornar a ocupar i la va conservar fins a la tardor del 1943 quan fou ocupada pels alemanys que la van conservar fins al 1944.

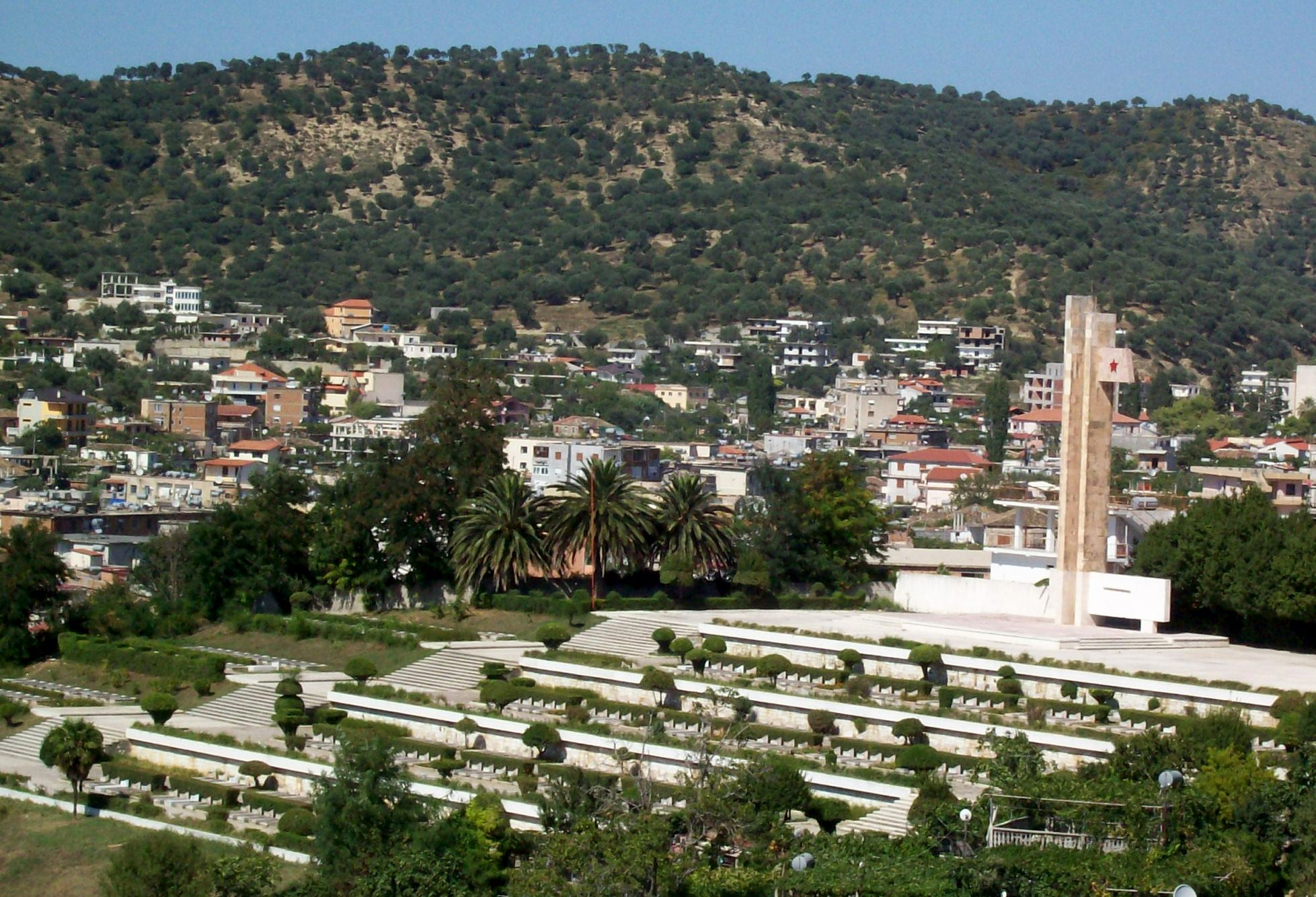
Cementiri de partisans

Després de la Segona Guerra Mundial el govern comunista albanès la va cedir a la Unió Soviètica com a base de submarins. El 1960 els albanesos van expulsar els soviètics acusats de revisionistes i Khrusxov exigia reparacions per les grans inversions fetes. Tropes soviètiques van planejar ocupar Vlorë l'abril de 1961 mentre que l'ajut econòmic i militar soviètic a Albània seria bloquejat, però al mateix temps la crisi dels míssils va impedir portar a terme el projecte. Enver Hoxha va fer construir milers de búnquers a tot el país per fer front a una eventual invasió soviètica.

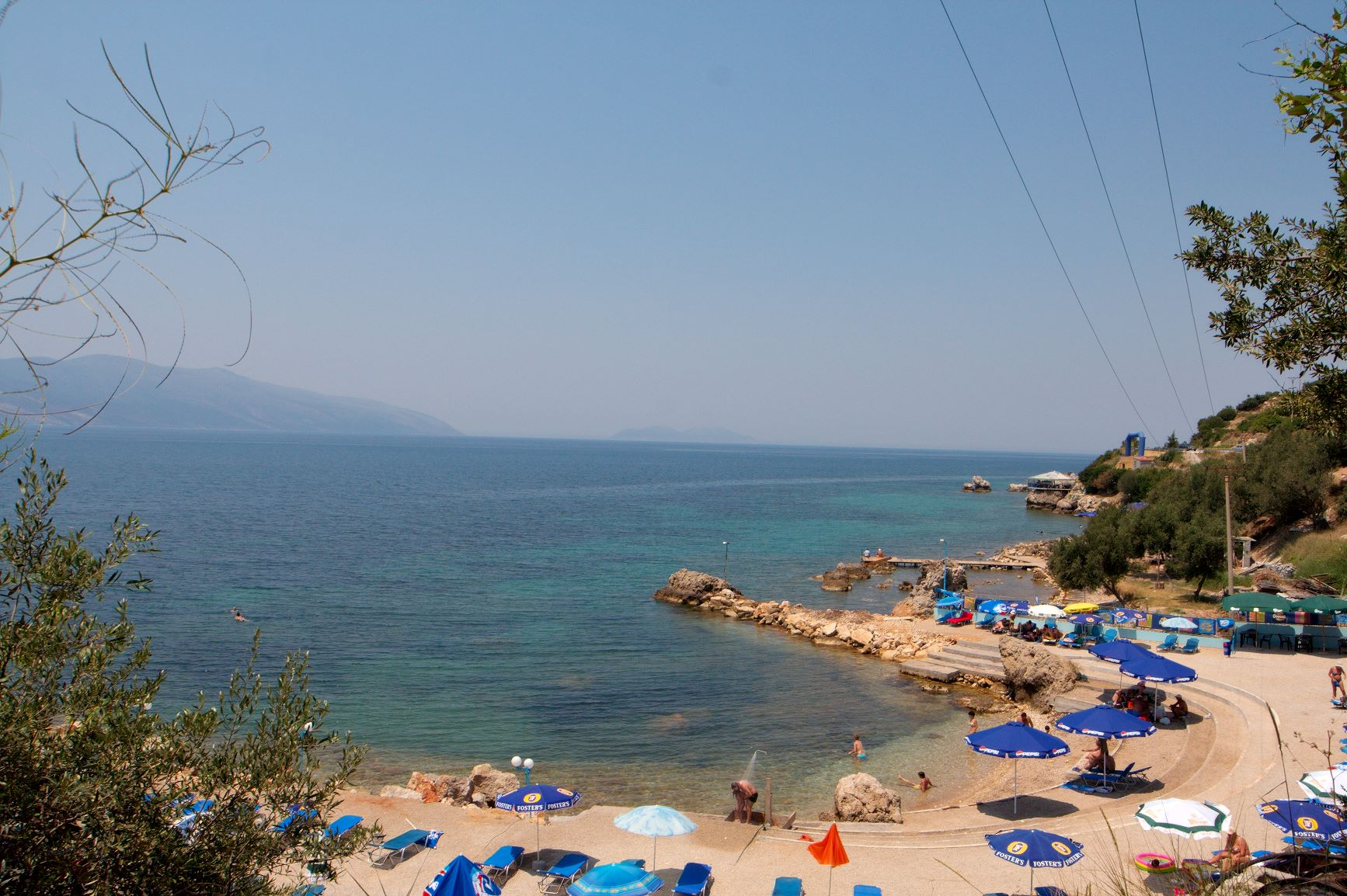
Platja a Vlorë

## Esports
La ciutat compta amb l'equip de futbol Klubi Sportiv Flamurtari Vlorë. A nivell nacional, l'equip és conegut per haver guanyat una lliga albanesa (1991) i quatre copes nacionals (1985, 1988, 2009 i 2014), a part d'altres competicions menors.
Internacionalment, l'equip és recordat pels seus enfrontaments amb el Futbol Club Barcelona en la competició de la UEFA dels anys 1986-87 i 1987-88. Històricament, va aconseguir una victòria, dos empats i una derrota contra els blaugrana, tot i que en cap de les dues temporades aconseguí passar a la següent fase de classificació, a pesar que, si bé la temporada 1986-87 es va trobar a l'equip blaugrana a primera ronda, a la 1987-88 l'equip roig i negre havia arribat a setzens de final, eliminant el Partizan de Belgrad iugoslau i el Wismut Aue de l'Est d'Alemanya.

## Diversos
La ciutat disposa d'universitat. Prop de la ciutat hi ha un petit aeroport (codi ICAO: LAVL).

## Personatges
- Anilda Ibrahimi

## Ciutats germanes
- Hollywood (Florida), EUA